# Calloplesiops argus
Calloplesiops argus är en fiskart som beskrevs av Fowler och Bean, 1930. Calloplesiops argus ingår i släktet Calloplesiops och familjen Plesiopidae. Inga underarter finns listade.